# Lucia Dlugoszewski
Lucia Dlugoszewski (ur. 16 czerwca 1925 w Detroit, zm. 11 kwietnia 2000 w Greenwich Village) – amerykańska kompozytorka, choreografka i poetka polskiego pochodzenia.

## Życiorys
Urodzona 16 czerwca 1925 r. w Detroit jako córka polskich emigrantów. Uczęszczała do klasy fortepianu w Detroit Conservatory of Music, a potem na Wayne State University uczyła się fizyki i matematyki z zamiarem podjęcia studiów medycznych. Już jako nastolatka komponowała na fortepian, flet, harfę i skrzypce. 
W 1952 r. przeniosła się do Nowego Jorku, z którym była związana do końca życia. Uczyła się gry na fortepianie u Grete Sultan i analizy u Felixa Salzera w Mannes School of Music
, a rok później zaczęła studiować kompozycję u Edgarda Varèse’a i dołączyła do szkoły nowojorskiej. W kolejnych latach zaczęła komponować własne utwory, a jej mający miejsce w 1957 r. pierwszy publiczny koncert sponsorowali artyści David Smith i Herman Cherry.
Należała do nurtu eksperymentalnego. Ponadto pod koniec lat 1950. zaprojektowała ponad setkę instrumentów muzycznych, które zbudował dla niej Ralph Dorazio, a jeszcze ok. 1951 r. zaprojektowała timbre piano, czyli fortepian, w którym struny są uderzane młoteczkami, smyczkami, kostkami i elementami metalowymi czy drewnianymi. Od 1960 r. z przerwami uczyła na New York University i New School for Social Research. W 1969 r. wydała tomik poezji A New Folder, a cztery lata później esej What Is Sound to Music? w Main Currents in Modern Thought.
Jej mężem był tancerz i choreograf Erick Hawkins (zm. 1994), z którym współpracowała wcześniej od początku lat 1950. i do którego choreografii komponowała – na potrzeby Erick Hawkins Dance Company (jej utwory nie ukazywały się drukiem) – przez ok. 40 lat. Po śmierci męża, od 1996 r., zajmowała się zarówno tworzeniem choreografii i muzyki dla jego zespołu, a jej debiut jako choreografa miał miejsce w 1999 r..
Zmarła 11 kwietnia 2000 r. w Greenwich Village, pracowała do ostatnich dni życia.

## Nagrody i wyróżnienia
W 1947 r. została laureatką Tomkins Literary Award for Poetry, została również uhonorowana przez National Institute of Arts and Letters. Uznanie jako kompozytorka zyskała w latach 1970., m.in. w 1977 r. została pierwszą kobietą-laureatką Koussevitzky International Recording Award za kompozycję Fire Fragile Flight na 17 instrumentów. Jej utwory wykonywały m.in. Filharmonia Nowojorska, Chamber Music Society of Lincoln Center, Louisville Orchestra, Seattle Symphony i American Composers Orchestra.